# 北海道科學大學短期大學部
北海道科學大學短期大學部，舊稱北海道自动车短期大学（日语：／ Hokkaido Jidōsha Tanki Daigaku *），简称自短（じたん），是過去一所位于日本北海道札幌市丰平区的私立短期大学。2022年廢校。

## 概要

### 简介
- 短期大学成立于1953年[1]、由学校法人北海道尚志学园。

### 历史
- 1953年 北海道自动车短期大学成立并同时设置自动车工业科[1]。
- 1963年 第二部成立于自动车工业科。工业经营科成立[1]。
- 1989年 工业经营科变更为信息管理系统学科[1]。
- 1992年 电子机械工程学科[注 2]成立[1]。
- 2000年 信息管理系统学科[1]和电子机械工程学科[注 2]各自招生最后。
- 2002年 信息管理系统学科[1]和电子机械工程学科[1]。
- 2003年 专科自动车工学专攻和车身工学专攻[注 3]。

### 宪章
- 请参看北海道自动车短期大学的标志（页面存档备份，存于） （日語） 2013年11月27日阅览。

## 学校环境
- 校区：在北海道札幌市丰平区

## 历任校长
- 苫米地英俊：第一代短期大学校长。
- 能户正：现在短期大学校长[2]

## 组织

### 学科
- 自动车工业科
  - 第一部
  - 第二部

### 前学科
- 信息管理系统学科[注 4][注 1]
- 电子机械工程学科[注 2][注 1]

### 专科
| - 自动车工学专攻 - 车身工学专攻 |

### 业余课程
| - 没有 |

### 附属机关
| - 图书馆 |

## 知名校友
- 高桥名人：中途退学

## 相关链接
- 日本短期大学列表
- 北海道工业大学